# ملاك جعفر
ملاك جعفر هي مذيعة لبنانية تعمل في قناة البي بي سي العربية حاصلة على ماجستير في الصحافة والاتصالات من جامعة القديس يوسف في لبنان.

## حياتها المهنية
بدأت عملها في تلفزيون الجديد اللبناني، كما كانت لها تجربة في صحيفة النهار اللبنانية ومع راديو كندا بين 2005-2006. بعدها انتقلت إلى قناة روسيا اليوم بين 2007-2008، قبل الانتقال إلى قناة البي بي سي العربية.

## حياتها الشخصية
ملاك جعفر هي من شيعة لبنان. تزوجت من رجل الأعمال ياسر عباس ابن رئيس السلطة الفلسطينية محمود عباس عام 2015.